# Edmond Leboeuf
Edmond Leboeuf, francoski maršal in politik, * 5. november 1809, † 7. junij 1888.

## Življenjepis
Po študiju na École polytechnique se je izkazal kot artilerijski častnik v Alžiriji; leta 1852 je bil povišan v polkovnika. Med obleganjem Sevastopola je bil poveljnik artilerije 1. korpusa; leta 1854 je bil povišan v brigadnega generala in leta 1857 še v divizijskega generala.
Med italijansko vojno leta 1859 je bil poveljnik francoske artilerije in nato postal še adjutant Napoleona III. Leta 1869 je bil imenovan za ministra za vojno Francije; v tem času je pričel z reorganizacijo vojne pisarne in civilnih oddelkov ministrstva. Za zasluge je bil leta 1870 povišan v maršala. 
Udeležil se je francosko-pruske vojne, sprva kot načelnik štaba Armade Rena in nato poveljnik 3. korpusa, s katerim se je udeležil bitke za Metz, kjer je padel v prusko vojno ujetništvo.
Po sklenitvi miru se je vrnil v Francijo, kjer je pričal pred preiskovalno komisijo o padcu Metza, zakar je okrivil maršala Bazaina. Zatem se je upokojil in do konca življenja živel v Chateau du Moncel.